# Wael Al-Dahdouh
Wael Hamdan Ibrahim Al-Dahdouh (Gaza, 30 de abril de 1970) es un periodista palestino y jefe de la oficina de Al Jazeera en la ciudad de Gaza.
Su carrera, que comenzó en 1998, también abarcó el trabajo para el periódico Al-Quds, actuando como corresponsal de Voz de Palestina, en la Segunda Intifada, y como corresponsal de Al-Arabiya, con su papel en Al-Jazeera a partir de 2004.
Su esposa e hijos murieron en un ataque israelí en el campamento de Nuseirat durante la guerra de Gaza. Desde los primeros meses de la guerra se erigió en un referente del periodismo en el mundo árabe.

## Biografía

### Juventud y estudios
Wael Hamdan al-Dahdouh nació el 30 de abril de 1970 en el barrio de Zaytoun, el barrio más antiguo de la ciudad de Gaza. Creció en una familia acomodada de Gaza, cuyos orígenes son de Arabia. Estudió, tanto la educación primaria como la secundaria, en varias escuelas de la ciudad de Gaza.
Pasó siete años en las prisiones de la ocupación israelí, que lo arrestaron en 1988, cuando estaba en la escuela secundaria, por participar en la Primera Intifada. Obtuvo nuevamente su diploma de escuela secundaria en una prisión israelí. Aunque su vocación era estudiar medicina en el extranjero, la negativa de Israel a dejarlo salir de Gaza le hizo centrarse en el periodismo. Consiguió una licenciatura en periodismo y medios de comunicación en la Universidad Islámica de Gaza en 1998, después de que la ocupación le impidiera viajar para estudiar en el extranjero, obtuvo una maestría en estudios regionales en la Universidad Al-Quds de Abu Dis, en 2007.

### Carrera
Comenzó a trabajar para la prensa en 1998. Trabajó para el periódico palestino Al-Quds como corresponsal en Gaza, escribió para otras revistas palestinas y luego trabajó como corresponsal para la radio Voz de Palestina, así como para el canal satélite Sahar al comienzo de la Segunda Intifada en 2000. También trabajó como corresponsal para Al Arabiya en 2003, tras lo que pasó a trabajar como reportero y funcionario en la oficina de Al-Jazeera en la Franja de Gaza desde 2004.

### Vida personal
Wael al-Dahdouh estaba casado y tenía hijos. Su esposa, su hija Sham (de 7 años), su hijo Mahmoud (un estudiante de 15 años en el último año de secundaria) y un nieto con menos de dos meses murieron en un bombardeo israelí durante la guerra de Gaza. Otros cuatro hijos suyos resultaron heridos en el ataque. Cuando sucedió este bombardeo aéreo en el que murieron otras veintiún personas (incluidos ocho familiares suyos), residían en el campamento de Nuseirat después de haber huido de la ciudad de Gaza siguiendo órdenes israelíes.
Pocos días después, mientras cubría un ataque israelí contra una escuela de la ONU en Jan Yunis que dejó al menos tres palestinos muertos (aunque algunas fuentes citadas por Al Jazeera llevaban la cifra hasta los treinta y tres), Wael Al-Dahdouh resultó herido y un compañero suyo murió como resultado del ataque de un dron israelí. En concreto, al-Dahdouh recibió el impacto de la metralla en la mano derecha y en la cintura.
El 7 de enero de 2024, la aviación israelí asesinó también a su hijo Hamza Al-Dahdouh, periodista como él en Al Jazeera, mientras viajaba de Rafah a Jan Yunis en un coche con otro periodista, Mostafa Thuraya, que también murió en el ataque. El ejército israelí ofreció explicaciones contradictorias, llegando a declarar que Hamza y Mostafa eran militantes palestinos, algo que fue negado por sus familiares y compañeros de trabajo. A mediados de enero, abandonó Gaza para viajar a Catar y recibir tratamiento médico para las heridas sufridas en el ataque de diciembre.

## Premios y honores
- Premio Peace Through Media (2013) de los International Media Awards de Londres.
- Premio a la libertad periodística del National Press Club (2024).[9]